# Brassolis sophorae
Brassolis sophorae es una especie de lepidóptero ditrisio de la familia Nymphalidae. Es de color marrón oscuro con bandas amarillas en las alas.
La larva se conoce como gusano de la palma porque consume las hojas de un gran número de palmeras, entre ellas Cocos nucifera (cocotero), Copernicia prunifera, Elaeis guineensis (palma aceitera africana), y Roystonea oleracea (chaguaramo), entre otras.